# Ле Казе ди Ризолаја (Фиренца)
Ле Казе ди Ризолаја је насеље у Италији у округу Фиренца, региону Тоскана.
Према процени из 2011. у насељу је живело 27 становника. Насеље се налази на надморској висини од 405 м.